# 草地上的午餐
《草地上的午餐》（法文：Le Déjeuner sur l'herbe, 英文：The Picnic）是法国写实派与印象派画家愛德華·馬奈创作于1862年和1863年间的一幅布面油画。畫中的樹下裸女，被認為是印象主義的第一個宣示。原本名为《浴》（法文：Le Bain）。在1863年的「落選者沙龍」第一次展出。现藏于巴黎的奥塞美术馆。

## 描述
1863年，马奈以他的《草地上的午餐》震惊了法国公众。该作品不是杜米埃式的社会或政治意义上写实绘画，它是主张艺术家个人自由的声明。以裸体女子随便地与两个完全着装男士共进午餐显示冲突。裸体女子是马奈的模特维多利安·莫涵（Victorine Meurent），两名穿着讲究的时髦绅士是马奈的弟弟尤金（Eugène）（或有一說是尤金和他們另外一位兄弟古斯塔夫(Gustav)的綜合形象）和他的妹夫费迪南德·里郝夫。莫涵正视前面，两名男士相互交谈，似乎无视该裸体女子的存在。摆在他们面前的是该女子的衣服，一篮水果，及一条圆面包形成的静物。背景中还有一女子在小溪边。
《草地上的午餐》用色細心，試圖表現出鮮麗的感覺，可從前景衣物色彩的變化、裸女膚色與男士衣裝色彩的相互襯托中看出。此外，《草地上的午餐》呈現的明暗交錯顯然已注意到光的變化，使它被視為印象派畫作的先驅。该画背景没有深度，几乎没有阴影，给观众的印象是现场不是发生在户外，而是在一间画室内。绘画风格与当时盛行的学院派传统决然不同。马奈没有试图隐藏笔触：的确，这幅画的部分场景似未完成。裸体女子与卡巴内尔或安格尔作品中肌膚光滑無瑕的女性相去甚远。
這幅作品介乎於印象主義與寫實主義之間。由於兩位男士穿上十九世紀的時裝，即西裝，所以這畫包含寫實元素。這畫的背景模糊不清，細節被簡化，因此這畫屬於印象主義的。

## 影响

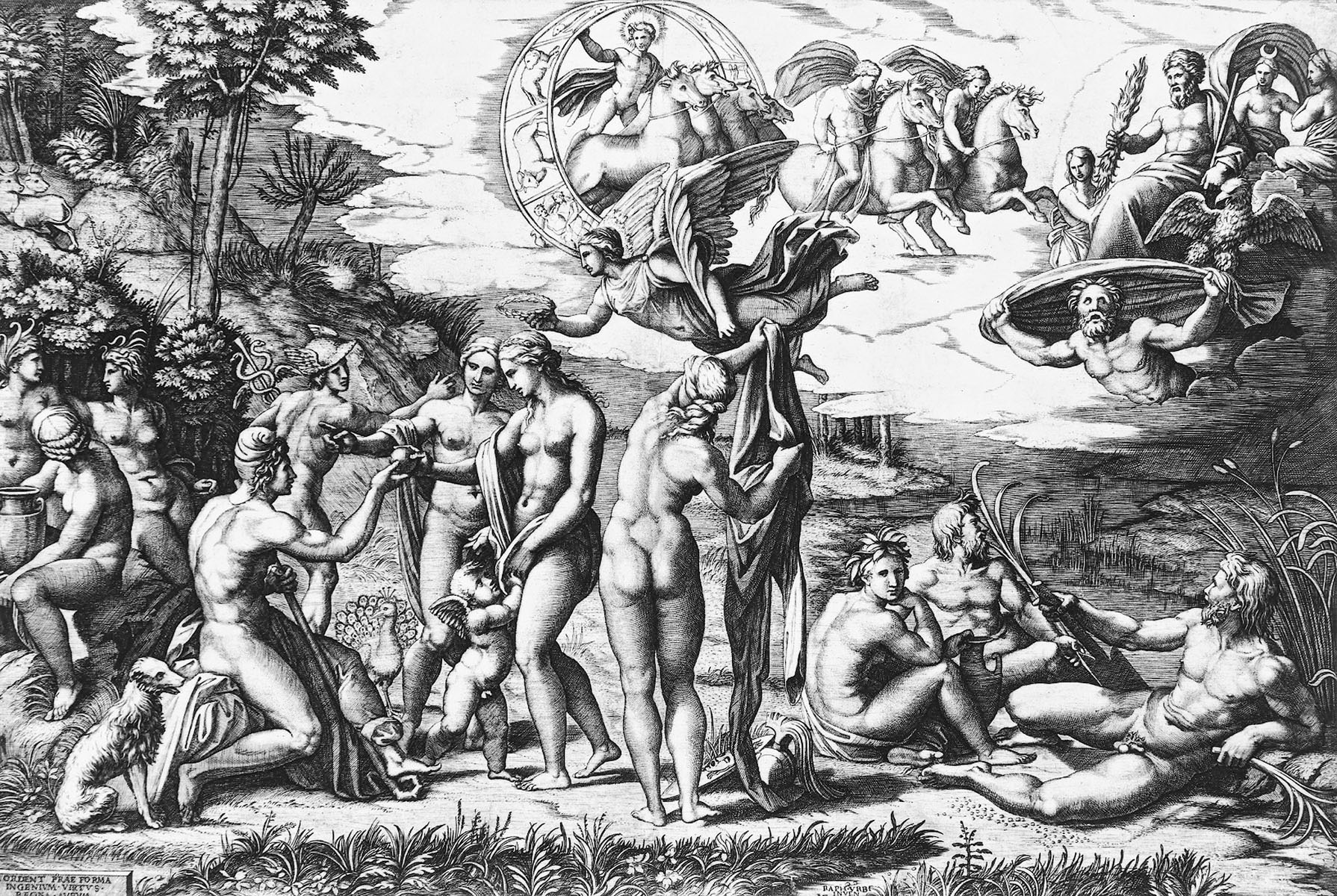
由拉斐尔设计的, 莱蒙特创作的雕刻, Judgement of Paris, 1515年

马奈的作品显示了他受古代艺术大师的影响。人物的姿势来源於拉斐尔设计的，莱蒙特的雕刻。学者们还列举了另外两件作品影响了马奈：乔尔乔内的《暴风雨》和提香的《田园音乐会》。《暴风雨》中有一着装士兵和一半裸的母亲在给幼子哺乳。《田园音乐会》中有两个身着整齐的男子两个裸体女子。特别是《田园音乐会》收集在巴黎卢浮宫，更有可能被马奈研究。

## 争议
这幅画的一种解释是，它展示了在巴黎西郊的布洛涅森林公园的卖淫活动的猖獗。卖淫尽管在当时的巴黎是共识，但被认为是一个禁忌话题，不适合绘画。